# Tregua de los doce años
La Tregua de los Doce Años, también llamada Tregua de Amberes, fue un tratado de paz firmado en 1609 entre España y las Provincias Unidas de los Países Bajos; supuso un receso pacífico en la guerra de los Ochenta Años que los neerlandeses mantenían contra el Imperio español desde 1568 para conseguir su independencia.

## Situación
Desde 1568, las provincias del norte de los Países Bajos (llamadas genéricamente "Holanda") mantenían contra España la llamada guerra de los Ochenta Años o guerra de Flandes, en la que los primeros intentaban conseguir su independencia de la Corona española con el apoyo de Francia e Inglaterra.
Después de la firma de la Paz de Vervins en 1598 y del tratado de Londres en 1604, por los que España sellaba la paz con Francia e Inglaterra, respectivamente, los Países Bajos perdían los apoyos militares de estos dos países y quedaba sola en la guerra; el embargo que España había mantenido sobre las Provincias Unidas, dificultando el comercio de estas, y el gasto militar que suponían más de treinta años de guerra tenían a los Países Bajos económicamente muy maltrechos.

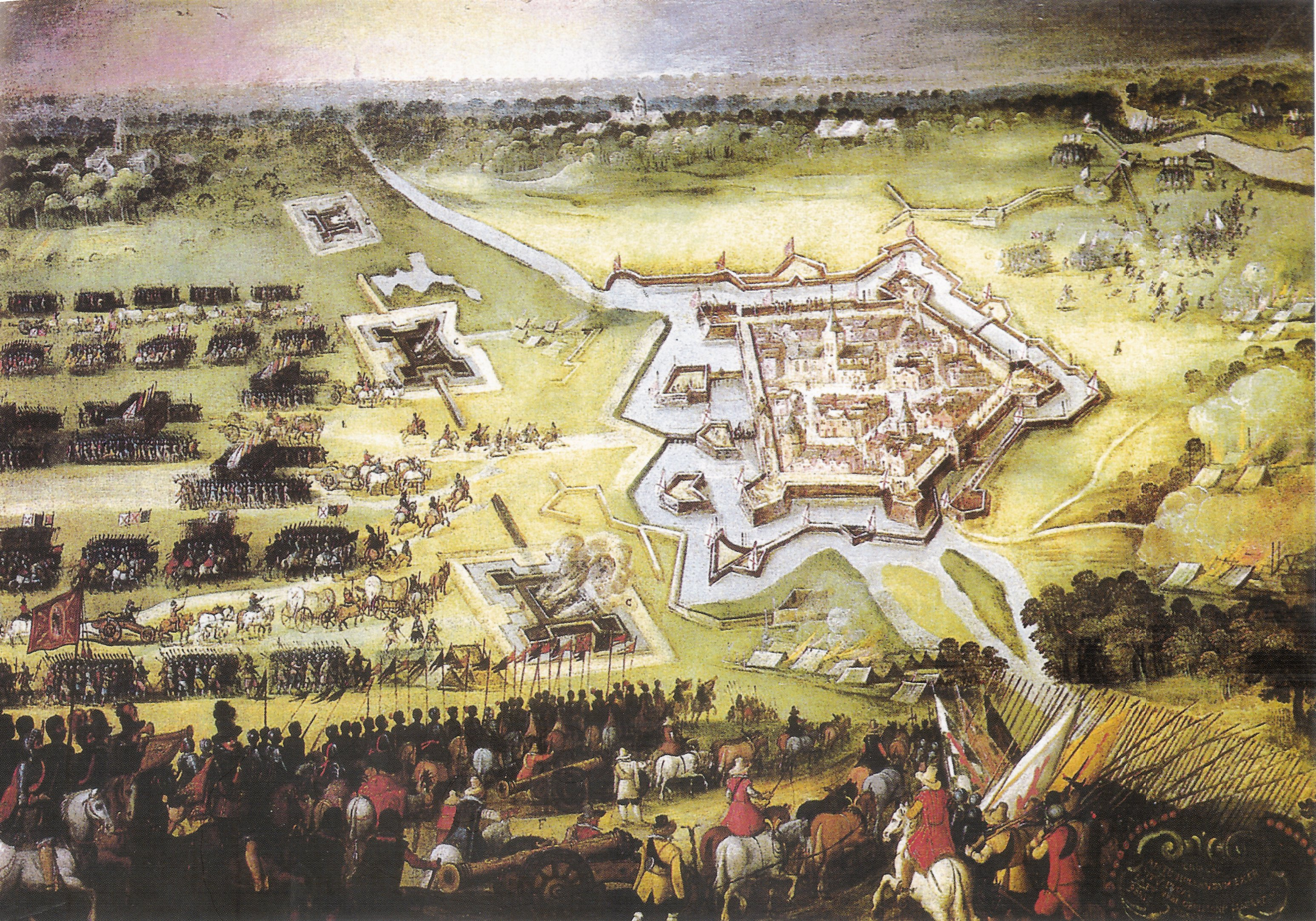
El socorro de Grol, cuyo asedio abandonó Mauricio de Nassau por no enfrentarse a las fuerzas de Spínola que acudían a participar en la defensa de la plaza, tomada a los holandeses el año anterior, 1605.

Por la parte española, el mantenimiento en Flandes de los tercios españoles suponía un gasto excesivo en dinero y en vidas humanas; las amenazas de los berberiscos en el Mediterráneo y de una Francia beligerante hacían necesario pacificar los Países Bajos para desviar esta fuerza militar hacia otros conflictos, reales o potenciales. Pese a ello, la corte decidió acometer una serie de campañas para mejorar la posición española e impeler a los holandeses a solicitar una tregua. Con medios mucho más sustanciosos que los que en media habían recibido los Países Bajos Españoles durante la década anterior, Spínola se aprestó a desbaratar las conquistas que Mauricio de Nassau había realizado la década anterior. En agosto de 1605, las fuerzas de Spínola se apoderaron de Oldenzaal y marcharon seguidamente contra Lingen. El 18 del mes de agosto cayó la ciudad tras varios días de asedio. Mauricio de Nassau reunió un ejército para impedir que el ejército español prosiguiese su avance hacia el norte. Acometió por sorpresa a las fuerzas de Spínola, pero su embate fue repelido por estas en la batalla de Mülheim (Mülheim an der Ruhr) el 9 de octubre, que restó prestigio a la caballería holandesa, la cual se había granjeado fama de invencible desde su victoria en batalla de Tournhout de 1597. Mientras los españoles sitiaban Wachtendonck, el de Nassau trató de adueñarse de la ciudad de Geldern el 22 de octubre mediante la sorpresa. La ciudad, sin embargo, resistió los asaltos, lo que permitió a las tropas de Spínola no tener que acudir en su socorro y poder continuar el cerco de Wachtendonck. Este concluyó con la claudicación de la plaza el 29 de octubre. A continuación el ejército católico marchó a Cracau en Krefeld a principios de noviembre y conquistó la fortaleza el día 5 del mes.
En la campaña del año siguiente, los hispanos se apoderaron de Lochum el 23 de julio. El 14 de agosto se hicieron con Grol, pero no pudieron hacer lo mismo con Nimega, muy difícil de cercar pese a sus débiles defensas. Luego expugnaron, a pesar del pésimo tiempo y la denodada resistencia de la guarnición, Rheinberg, una de las principales plazas del bajo Rin. Se destacó en los combates un nuevo tercio de irlandeses. Por su parte, Mauricio de Nassau, pasivo durante casi toda la campaña, solo logró recobrar Lochum el 29 de octubre de 1606. El intento de recuperar Grol fracasó, pese a que los holandeses contaban con ventaja numérica y estaban más descansados que el enemigo; Mauricio de Nassau ordenó abandonar la empresa en vez de trabar combate con los defensores de la plaza y las fuerzas que acudían a auxiliarla. En diciembre concluyó la campaña y con ella los principales combates de la primera parte de la guerra. El resto de choques, hasta la firma definitiva de la tregua el 9 de abril de 1609, fueron fundamentalmente escaramuzas de caballería, con la excepción de la toma de Erkelenz el 11 de febrero de 1607 por parte de los neerlandeses y de Mülheim en febrero de 1609.
Las victorias españolas de las dos campañas, las dudas sobre la habilidad militar de Mauricio de Nassau tras sus continuos reveses, la mala situación de la hacienda holandesa y la noticia de que el emperador había firmado la paz con los otomanos el 11 de noviembre, impelieron al Gobierno holandés a entablar negociaciones con los españoles, con el objetivo de firmar la paz o, al menos, una tregua. La alternativa era someterse a la soberanía francesa. La oferta holandesa sorprendió, empero, al Gobierno español, que por entonces sopesaba también el cese de las ofensivas contra las Provincias Unidas debido a la falta de medios para proseguirlas. En efecto, en 1607 la Corona hubo de promulgar una bancarrota. La falta de fondos extendió de nuevo los motines entre las tropas católicas.
Tanto el rey de España Felipe III, como su valido el duque de Lerma, el Consejo de Estado de España, los soberanos de los Países Bajos Alberto de Austria e Isabel Clara Eugenia, y Ambrosio Spínola, capitán general del ejército en Flandes, vieron con satisfacción la posibilidad de una tregua. La apuesta, muy onerosa, de apretar a los holandeses para atraerlos a la mesa de negociaciones, había funcionado. Los españoles habían logrado además recuperar posiciones en el Bajo Rin y Westfalia, si bien no penetrar profundamente en territorio enemigo.
Johan van Oldenbarnevelt, gran pensionario de los Países Bajos, partidario de la tregua, se enfrentaba con la oposición de Mauricio de Nassau, estatúder y jefe del ejército neerlandés, y de los líderes religiosos calvinistas, partidarios de continuar la guerra; finalmente las partes reacias a la tregua habrían de aceptar las condiciones conseguidas por la diplomacia de Oldenbarnevelt.

## El tratado
A conveniencia de las dos partes en conflicto, en 1607 se iniciaron conversaciones entre ambos bandos con la presencia de intermediarios franceses, ingleses y venecianos, que fructificaron en la firma del tratado el 9 de abril de 1609 en la ciudad de Amberes.
Según los términos del acuerdo, ambas partes se comprometían a:
- mantener un cese en las hostilidades durante un plazo de doce años;[17]
- levantar el embargo que prohibía a las Provincias Unidas el comercio con Europa;
- conceder libertad comercial a las Provincias Unidas en las Indias.

Los calvinistas holandeses no aceptaron garantizar la libertad religiosa para los católicos.
A excepción de conflictos puntuales de escasa importancia, como durante la Crisis de la sucesión de Juliers-Cléveris, terminada en 1614 mediante el Tratado de Xanten, y conflictos en las colonias, como la batalla del Puerto de Santiago en 1615 o la batalla de Playa Honda en 1617, la tregua sería respetada por ambas partes.

## Consecuencias
La firma de la tregua fue favorable objetivamente a las Provincias Unidas: supuso el reconocimiento de facto de la independencia de las siete provincias del norte de los Países Bajos: Holanda, Frisia, Groninga, Güeldres (excepto el Cuarto Superior o Alto Güeldres que permaneció en manos españolas), Overijssel, Utrecht y Zelanda que otros países del entorno pronto reconocieron oficialmente. Durante los años que duró la tregua, las Provincias Unidas establecieron relaciones diplomáticas con varios países y se expandieron comercialmente por todo el mundo. 
Para España, que consideraba la tregua como un acuerdo provisional, aparte de un alivio momentáneo en el maltrecho estado de sus finanzas, supondría un golpe al prestigio español, por cuanto las concesiones hechas a los Países Bajos eran mayores de las imaginables poco tiempo atrás.
La Tregua de los Doce Años conllevó un periodo de paz en Europa conocido como la Pax Hispánica, en el que España mantuvo su preponderancia en Europa como primera potencia política, económica y cultural a nivel mundial.

## Fin de la tregua
Johan van Oldenbarnevelt sería acusado de traición y ejecutado en 1619, su secretario Hugo Grocio fue encarcelado. En 1620 los neerlandeses intentaron un asalto a Amberes y sitiaron infructuosamente la ciudad de Wesel entre el 15 y el 23 de agosto, ambas controladas por los españoles. 
En 1621 las dos potencias no lograron ponerse de acuerdo para prorrogar la tregua, con lo que la guerra continuó con el asedio de Jülich hasta 1648, año en el que se produjo la independencia definitiva de los Países Bajos con la firma del Tratado de Münster.